# Силуан (Шпан)
Епи́скоп Силуа́н (рум. Episcop Siluan, в миру Чиприа́н Шпан, рум. Ciprian Şpan; 5 марта 1970, Гура-Рыулуй, жудец Сибиу, Румыния) — епископ Румынской православной церкви, епископ Итальянский (Митрополия Западной и Южной Европы).

## Биография
В 1988 году окончил математико-физический лицей им. Георге Лазэра в Сибиу. В 1989—1993 годах учился на Сибиуском богословском факультете им. Андрея Шагуны.
21 января 1994 года в факультетском храме епископом Германским Серафимом (Жоантэ) был рукоположён в сан диакона, а 6 марта того же года во священника в состоянии безбрачия.
В 1994—1998 годах проходил докторантуру в Свято-Сергиевском богословском институте в Париже. Одновременно с 1994 по 2001 год служил священником и духовником в Покровском женском монастыре в Бюсси-ан-От (Архиепископия православных церквей русской традиции в Западной Европе).
15 декабря 1999 году он был переведён из Сибиуской архиепископия в Румынскую архиепископию для Западной и Меридиональной Европы и назначен на приход преподобной Параскевы и преподобной Женевы в Париже.
В марте 2001 года митрополитом Иосифом (Попом) был назначен епархиальным советником по литургическим и миссиям той же Архиепископии
24 июня 2001 года в скиту преподобного Силуана Афонского в Лэзарешти, жудец Альба, Румыния, был пострижен в монашество с именем Силуан в честь преподобного Силуана Афонского.
1 сентября 2001 назначен является первым настоятелем Крестовоздвиженского монастыря в Мальвиале, Франция.
21 октября того же года в храме святого Иосифа в Бордо хиротонисан во викарного епископа с титулом Марсельский. Хиротонию совершили: митрополит Западной и Южной Европы Иосиф (Поп), митрополит Олтенский Феофан (Саву), митрополит Германский, Центрально- и Северноевропейский Серафим (Жоантэ), патриарший викарий епископ Амвросий (Мелякэ), епископ Бэкэуский Иоаким (Джосану), епископ Сэлажский Петроний (Флоря).
В ведение епископа Силуана входило попечение о румынских приходах в Испании, Португалии и южной Франции, а также забота о монашеской жизни румынской Западно-Европейской митрополии. Его епископская резиденция была в Крестовоздвиженском монастыре в Мальвиале, настоятелем которого он оставался до 1 июля 2004 года
По причине увеличения числа приходов Румынской православной церкви в Италии, а также необходимости иметь представителя в этой стране для диалога с Римско-Католической Церковью, по предложению митрополита Иосифа 1 июля 2004 года на епископа Силуана были возложены пастырские, миссионерские, административные и представительские функции Румынской православной церкви в Италии. 16 августа того же года указом митрополита Иосифа был учреждён Итальянский викариат.
8 мая 2007 года внеочередное собрание духовенства Викариата Италии одобряет создание Румынской православной епархии в Италии. Это решение было одобрено 1 июня того же года общим собранием Западно и Южно-европейской митрополии в Лимуре, Франция, а также 21 июня того же года Священным Синодом Румынской Православной Церкви.
19 февраля 2008 года был выдвинут как единственный кандидат в епископы на избирательном собрании Итальянской епархии. 5 марта того же года Священный Синод Румынской Православной Церкви избрал его правящим епископом Итальянским.
8 мая того же года в городе Лукка последовало его настолование, совершённое митрополитом Западно-Европейским Иосифом (Попом).

## Награды
- Кавалер ордена «За заслуги перед культурой»[рум.] в категории G «Культы» (2008 год, Румыния)[3]